# Tendrivski zaljev
Tendrivski zaljev (ukr. Тендрівська затока) je plitki zaljev uz obalu Ukrajine (južno od poluotoka Jahorlik Kut), sjeverno Crno more. Zaljev je odvojen od mora Tendrivskom prevlakom. Zaljev je dug 45 km, širok 7 km širine i dubok do 6 m.
Uključeno je u Crnomorski rezervat biosfere. Od 1993. do 2003. bio je uključen u dogovor iz Montreuxa.

## Vanjske poveznice
- Zaljev Tendriv u Enciklopediji Ukrajine
- Tendrivska uvala u Službi za informacije o Ramsarskim područjima